# Jüdischer Friedhof (St. Tönis)

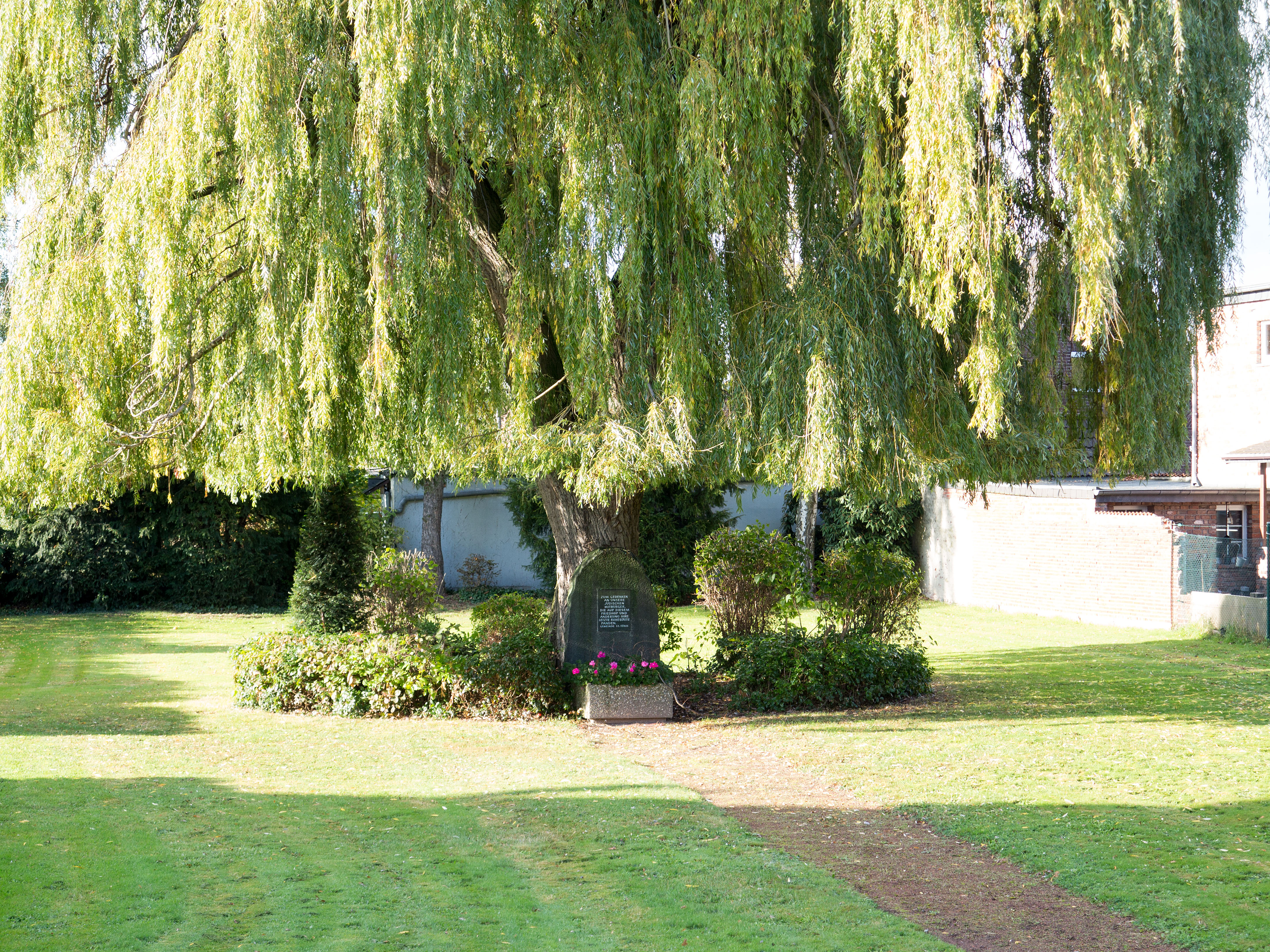
Jüdischer Friedhof in St. Tönis (Oktober 2021)

Der Jüdische Friedhof St. Tönis liegt im Stadtteil St. Tönis der Stadt Tönisvorst im nordrhein-westfälischen Kreis Viersen. Auf dem jüdischen Friedhof an der Krefelder Straße (= Landesstraße 475) / Ecke Kornfelder Straße am nordöstlichen Ortsrand befindet sich ein Gedenkstein.

## Geschichte
Der Friedhof wurde vermutlich vom 19. bis zum Anfang des 20. Jahrhunderts belegt. Während der NS-Zeit wurde alle Grabsteine abgeräumt.